# Спонгберг, Арвид
Арвид Фредрик Спонгберг (швед. Arvid Fredrik Spångberg; 3 апреля 1890, Стокгольм, Швеция — 11 мая 1959, Нью-Йорк, США) — шведский прыгун в воду, призёр летних Олимпийских игр.
На Играх 1908 в Лондоне Спонгберг соревновался в прыжках с вышки. Победив в первом раунде и полуфинале, он стал третьим в финале.
После Игр он переехал в США, где стал работать тренером плавательных клубов.